# الإسلام في كندا

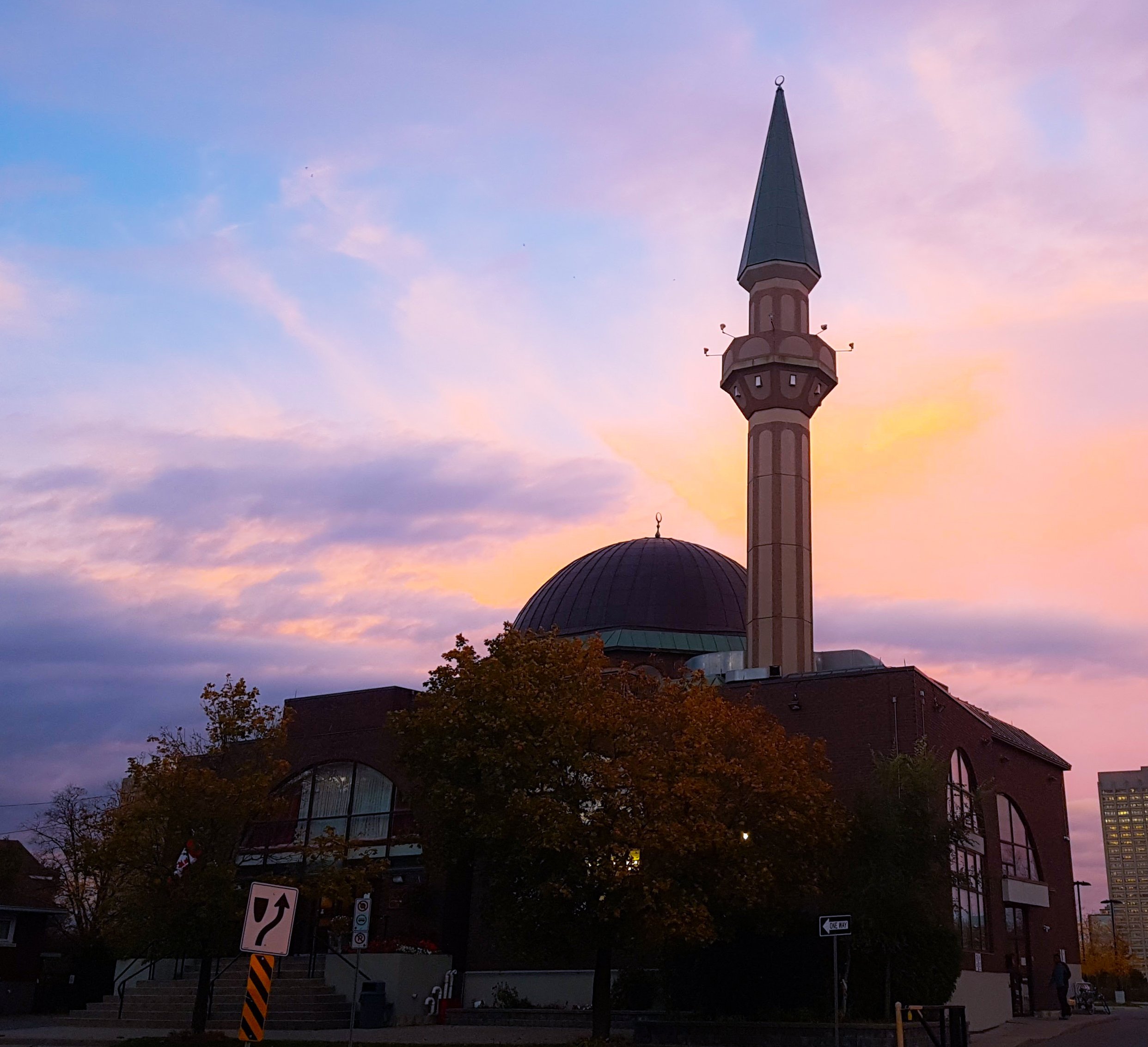
مسجد في أوتوا.

الإسلام في كندا هو دين أقلية يعتنقه في الغالب المهاجرون وأحفادهم من البلدان ذات الأغلبية المسلمة. وصل المسلمون في كندا منذ عام 1871 وأنشئ أول مسجد في عام 1938. معظم المسلمين الكنديين هم من السنة، في حين أن هناك أقلية كبيرة من الشيعة تظهر استطلاعات الرأي أن معظم المسلمين يشعرون بالفخر الشديد لكونهم كنديين، وأن غالبيتهم متدينون ويحضرون المساجد مرة واحدة على الأقل في الأسبوع. يعيش غالبية المسلمين الكنديين في مقاطعات أونتاريو وكيبيك.
يبلغ تعداد المسلمين في كندا 4.9٪ اعتبارًا من عام 2021 ارتفاعًا من 3.2٪ اعتبارًا من عام 2011. في منطقة تورنتو الكبرى يوجد 10٪ من السكان مسلمون ارتفاعًا من 7.7٪ في عام 2011، وفي مونتريال 8.7٪ من السكان مسلمون ارتفاعًا من 6 ٪ في عام 2011.

## التوزيع السكاني
جدول 1: السكان المسلمون في كندا سنة 1991، 2001، و2011. 2021.
| مقاطعات وأقاليم كندا      | التعداد (1991) | % (1991) | التعداد (2001) | % (2001) | التعداد (2011) | % (2011) | التعداد (2021) | % (2021) |
| ------------------------- | -------------- | -------- | -------------- | -------- | -------------- | -------- | -------------- | -------- |
| أونتاريو                  | 145,560        | 1.4%     | 352,530        | 3.1%     | 581,950        | 4.6%     | 942,990        | 6.72%    |
| كيبك                      | 44,930         | 0.6%     | 108,620        | 1.5%     | 243,430        | 3.1%     | 421,710        | 5.07%    |
| ألبرتا                    | 31,000         | 1.2%     | 49,045         | 1.7%     | 113,445        | 3.2%     | 202,535        | 4.85%    |
| كولومبيا البريطانية       | 24,925         | 0.7%     | 56,220         | 1.4%     | 79,310         | 1.8%     | 125,915        | 2.56%    |
| مانيتوبا                  | 3,525          | 0.3%     | 5,095          | 0.5%     | 12,405         | 1.0%     | 26,430         | 2.02%    |
| ساسكاتشوان                | 1,185          | 0.1%     | 2,230          | 0.2%     | 10,040         | 1.0%     | 25,455         | 2.31%    |
| نوفا سكوشا                | 1,435          | 0.1%     | 3,550          | 0.4%     | 8,505          | 0.9%     | 14,715         | 1.54%    |
| نيو برونزويك              | 250            | 0.0%     | 1,275          | 0.2%     | 2,640          | 0.3%     | 9,190          | 1.21%    |
| نيوفندلاند ولابرادور      | 305            | 0.0%     | 630            | 0.1%     | 1,200          | 0.2%     | 3,995          | 0.80%    |
| جزيرة الأمير إدوارد       | 60             | 0.0%     | 195            | 0.1%     | 660            | 0.5%     | 1,720          | 1.14%    |
| الأقاليم الشمالية الغربية | 55             | 0.1%     | 180            | 0.5%     | 275            | 0.7%     | 730            | 1.80%    |
| نونافوت                   | –              | –        | 25             | 0.1%     | 50             | 0.2%     | 140            | 0.38%    |
| يوكون (إقليم)             | 35             | 0.1%     | 60             | 0.1%     | 40             | 0.1%     | 185            | 0.47%    |
| Canada                    | 253,265        | 0.9%     | 579,640        | 2.0%     | 1,053,945      | 3.2%     | 1,775,715      | 4.88%    |

## الهوية والمعتقدات

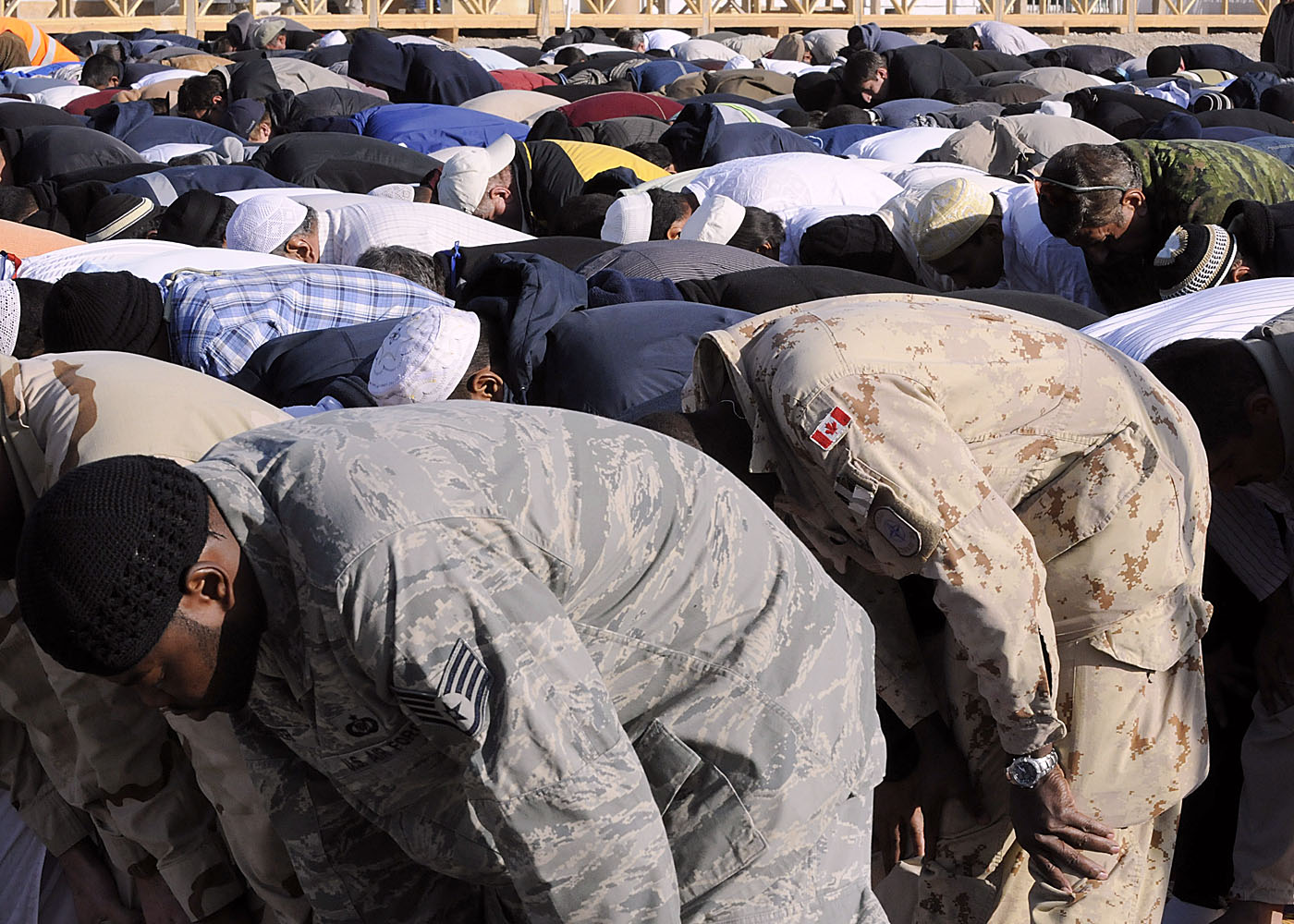
جندي في القوات المسلحة الكندية يصلي صلاة العيد في قندهار.

في استطلاع Environics لعام 2016، كان 83% من المسلمين «فخورين جدًا» بأن يكونوا كنديين، مقارنة بـ 73% من الكنديين غير المسلمين الذين قالوا الشيء نفسه. وأفاد المسلمون الكنديون أن «الحرية والديمقراطية في كندا» هي أكبر مصدر للفخر، و«التعددية الثقافية والتنوع» كثالث أكبر. أبلغ 94% من المسلمين الكنديين عن شعور «قوي» أو «قوي جدًا» بالانتماء إلى كندا. 48% من المسلمين الكنديين يحضرون المسجد مرة واحدة على الأقل في الأسبوع. 53% من النساء يرتدين نوعًا ما من غطاء الرأس في الأماكن العامة (48% يرتدين الحجاب)، 3% يرتدين الشادور و2% يرتدين النقاب). وقد ازداد الفخر في كونهم كنديين ولديهم إحساس قوي بالانتماء لدى المسلمين الكنديين مقارنة باستطلاع عام 2006. ازداد أيضا حضور المساجد وارتداء غطاء الرأس في الأماكن العامة منذ استطلاع عام 2006.